# Une partie de cartes
Une partie de cartes is een Franse stomme film uit 1896. De film werd geregisseerd door Georges Méliès.
Dit was de allereerste film van Méliès en toont drie vrienden die kaartspelen. Een vrouw brengt hen een fles wijn en drie glazen. De glazen worden gevuld en leeggedronken terwijl de drie mannen roken en plezier hebben.